# Шаталов Віктор Федорович
Шаталов Віктор Федорович (1 травня 1927, Сталіно, УСРР — 20 листопада 2020, Донецьк, Україна) — радянський, український вчитель-новатор. Заслужений учитель УРСР (1987). Народний вчитель СРСР (1990). Лауреат премії імені К.Д. Ушинського, імені Н.К. Крупської, «Соросівський учитель». Автор системи навчання із використанням опорних сигналів. Використовує педагогіку співробітництва, ігрові форми занять. Професор Донецького інституту соціальної освіти, дійсний член Російської Академії освіти та розвитку, почесний професор Киргизького національного університету. Кавалер ордена Миколи Чудотворця «За примноження добра на Землі». Член спілки журналістів України. 

## Життєпис
Народився 1 травня 1927 року в учительській сім’ї у м. Сталіно (нині Донецьк). Після завершення навчання в школі призваний на військову службу (1945), учасник Другої світової війни.
Закінчив фізико-математичний факультет Сталінського державного педагогічного інституту (1953).
Працював вчителем математики, директором школи і знову вчителем.
Автор понад 50 друкованих праць з проблем інноваційних педагогічних технологій. Активний просвітитель учительства і шкільної молоді. Має державні нагороди.
У 2014 підтримав РФ, став «громадянином ДНР».